# McLaren MP4/12
A McLaren MP4/12 egy Formula–1-es versenyautó, amit a McLaren tervezett az 1997-es bajnokságra. Pilótái Mika Häkkinen és David Coulthard voltak.
A csapat harmadik Mercedes-motoros idényét kezdte meg, sok szempontból teljesen tiszta lappal. Radikálisan áttervezték az autót, ráadásul a 23 évig tartó Marlboro-együttműködést követően már a West cigarettamárka volt a csapat főszponzora, ennek köszönhetően az autók (egyébként Mercedes-versenyszínű) ezüst színben pompáztak, némi feketével és pirossal. Amely országokban be voltak tiltva a dohányreklámok, ott "Mika" és "David" feliratokkal versenyeztek. A tesztek során nem fedték fel az új festést, akkor teljesen narancssárga autót használtak. A Mercedes-motorokat az Ilmor gyártotta a csapat számára.

## Az évad
Már a tesztek során látszott, hogy az autó egy hihetetlenül jó konstrukció. Három versenyt nyertek az idényben (Ayrton Senna utolsó győzelme óta az elsőket), de ez lehetett volna akár hét is, ha a motor megbízhatóbban működik - ez volt az MP4/12-es legneuralgikusabb pontja. Hiába fejlesztettek rajta a Francia Nagydíjtól kezdődően, a hibajelenségek csak szaporodtak, és nem volt ritka, hogy az élről kellett műszaki hibával kiállniuk. Az év utolsó versenyét mindenesetre sikerült kettős győzelemmel zárniuk. Ez volt Häkkinen első Formula–1-es győzelme is. A bajnokságot 63 ponttal a negyedik helyen zárták.
Az évad közben Darren Heath, az F1 Racing magazin fotósa vette észre, hogy a McLaren-autók féktárcsái kigyorsítás közben is vörösen izzanak, ami felettébb furcsa volt. Kiderült, hogy az MP4/12-esbe beépítettek egy második fékpedált is, amellyel a pilóta a hátsó kerekeket fékezhette. Ezzel az alulkormányozottságot és a kerekek kipörgését akadályozhatta meg a versenyző, ha lassú kanyarok után gyorsított ki. A szisztéma a következő évi autóba is átkerült, de csak két versenyen használhatták, mert a Ferrari óvást jelentett be ellene, és szabálytalannak minősítették.
Az autó alapján készült a McLaren MP4-12C utcai autó is, melybe szintén bekerült a különleges kettős fékrendszer.

## Eredmények
| Év   | Csapat  | Motor           | Gumik | Pilóták         | 1          | 2        | 3         | 4          | 5      | 6             | 7      | 8             | 9              | 10          | 11           | 12      | 13          | 14       | 15        | 16    | 17           | Pontok | Helyezés |
| ---- | ------- | --------------- | ----- | --------------- | ---------- | -------- | --------- | ---------- | ------ | ------------- | ------ | ------------- | -------------- | ----------- | ------------ | ------- | ----------- | -------- | --------- | ----- | ------------ | ------ | -------- |
| 1997 | McLaren | Mercedes FO110E | G     |                 | Ausztrália | Brazília | Argentína | San Marino | Monaco | Spanyolország | Kanada | Franciaország | Nagy-Britannia | Németország | Magyarország | Belgium | Olaszország | Ausztria | Luxemburg | Japán | Európai Unió | 63     | 4.       |
| 1997 | McLaren | Mercedes FO110E | G     | Mika Häkkinen   | 3          | 4        | 5         | 6          | KI     | 7             | KI     | KI            | KI             | 3           | KI           | DSQ     | 9           | KI       | KI        | 4     | 1            | 63     | 4.       |
| 1997 | McLaren | Mercedes FO110E | G     | David Coulthard | 1          | 10       | KI        | KI         | KI     | 6             | 7      | 7             | 4              | KI          | KI           | KI      | 1           | 2        | KI        | 10    | 2            | 63     | 4.       |